# Ohta Publishing
Ohta Publishing Company (яп. 太田出版, Ōta Shuppan) — японська видавнича компанія. Завдяки низці суперечливих книжок, які збурили японське суспільство, та еротичній манзі, компанія зарекомендувала себе як джерело провокаційних «субкультурних» друкованих видань. 

## Історія
Ohta Publishing було створено в 1985 році, коли воно відокремилося від видавничого відділу Ohta Production, агентства талантів, яке спеціалізується на стендап-коміках. (Вже перетворено на акціонерну компанію). 
Спочатку видавництво і стиль керівництва Ohta Publishing піддавалися глузуванням, оскільки з погляду стороннього спостерігача воно здавалося не серйозною компанією, а, скоріше, іграшкою Такеші Кітано (який тоді був художником Ohta Production). Видавництво випускало книги, які цікавили самого Кітано.
У 1989 році Ohta опублікувало відому книгу «Епоха М» про серійного вбивцю дітей Цутому Міядзакі та почало утверджуватися як джерело провокаційних «субкультурних» публікацій. Приблизно в той же час був заснований журнал QuickJapan, що виходить раз на два місяці. У 1993 році було випущено книгу «Повне керівництво по самогубству», а в 1999 році — «Королівську битву», які сколихнули японське суспільство.
Наприкінці 1990-х років компанія також почала співпрацювати з художником манґи Наокі Ямамото, якого називають майстром еротики. Було заснувано журнал манґи Manga Erotics. На його наступника Manga Erotics F зараз припадає значний відсоток усіх продажів манґи компанії.

## Відомі публікації
Компанія найбільш відома за такими книгами, як «Епоха М» (1989), «Повне керівництво по самогубству» (1993), «Королівська битва» (1999), «Розповідь про чотири з половиною татамі» і Eien no Zero, а також численну кількість манґи. З недавніх манґ можна виділити, наприклад Miyamoto kara Kimi e і Kami no Kodomo.

## Список періодичних і серійних видань

### Друковані журнали
- QuickJapan(ja)
- Manga Erotics F
- Kettle(ja)
- At Plus (яп. atプラス)
- D/sign (яп. d/sign)

### Веб-журнали
- Poko Poko(ja) (яп. ぽこぽこ)

### Манґа
- Awajima Hyakkei
- Don't Say Anymore, Darling
- A Girl on the Shore
- Lychee Light Club
- Nijigahara Holograph
- Ristorante Paradiso
- Since I Could Die Tomorrow
- Sweet Blue Flowers
- Velveteen & Mandala
- Watching Fuckin' TV All Time Makes a Fool